# Clorox Building
El Clorox Building es un edificio de gran altura de 24 pisos y 100,6 metros en el complejo City Center del centro de la ciudad de Oakland, en el estado de California (Estados Unidos). El edificio se completó en 1976 y fue diseñado por Cesar Pelli cuando trabajaba con Gruen Associates ahora con sede en Los Ángeles. Clorox Company, con sede en Oakland, tiene su sede en el edificio.